# 丹羽廉芳
丹羽 廉芳（にわ れんぽう、1905年（明治38年）2月23日 - 1993年（平成5年）9月7日）は日本の僧。曹洞宗大本山永平寺第77世貫首。曹洞宗管長。道号法諱「瑞岳廉芳」、慈光圓海禅師。

## 略歴
- 静岡県修善寺村生まれ。
- 1916年静岡市の洞慶院で得度。
- 1930年東京帝国大学文学部卒業。
- 清水市の一乗寺・龍雲院の住職を歴任
- 1955年洞慶院住職。
- 1960年永平寺東京別院監院。
- 1976年永平寺副貫主。
- 1985年1月、永平寺77世貫首に就任。
- 1993年9月7日、享年89（満88歳没）にて遷化。

## 人物
- 大谷大学に学び、浄土真宗の教えにも触れている。
- 洞慶院時代に、曹洞宗梅花講を全国に普及させることに尽力した。
- 海外に積極的に出かけて各地の宗教指導者と交流した。（1986年中国、1987年ヨーロッパ、1989年スリランカ）ヨーロッパ訪問時はヨハネ・パウロ2世とも会見している。
- 1986年には永平寺国際部設置。
- 寺および宗派の檀家管理などのため積極的にコンピュータの導入をおこなう。